# Sun Yat-sen
Sun Yat-sen, även känd som Sun Zhongshan eller Sun Wen, född 12 november 1866 i Cuiheng, Xiangshan, Guangdong, död 12 mars 1925 i Peking, var en kinesisk revolutionär politiker och grundare av Kuomintang. Han anses vara en av huvudinspiratörerna bakom Xinhairevolutionen i oktober 1911 som störtade den sista kejserliga dynastin i Kina, för vilket han åtnjuter respekt i både Folkrepubliken Kina och Taiwan.

## Ungdom och utbildning

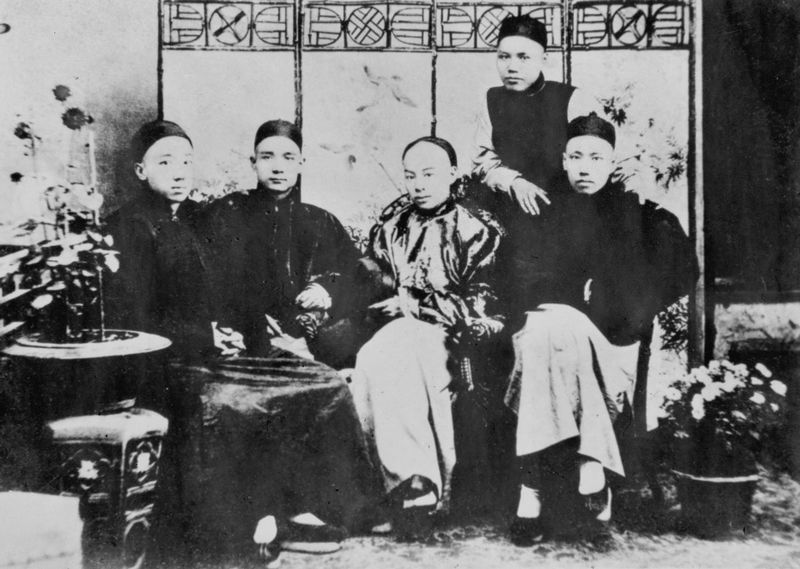
Sun under sin läkarutbildning i Hongkong.

Sun Yat-sen, som var son till en fattig lantbrukare, föddes i den lilla byn Cuiheng, endast 64 km norr om den portugisiska kolonin Macao. Vid 13 års ålder emigrerade Sun med sin bror Sun Mei till Hawaii, som vid denna tid fortfarande var ett självständigt kungadöme, men under starkt amerikanskt inflytande. Här studerade han bland annat vid Oahu College och lärde sig tala god engelska. Han började också intressera sig för kristendomen, men hans bror tvingade honom att återvända till Guangdong 1883 för att förhindra honom från att konvertera.
1884 började Sun studera vid det som idag är Queen's College i Hongkong, där hans intresse för kristendomen fördjupades och han lät sig döpas av en amerikansk pastor från Kongregationalistkyrkan. Vid denna tid ingick Sun också sitt första äktenskap med Lu Muzhen, en ung bondflicka som hans föräldrar utsett åt honom. Kinas nederlag i Fransk-kinesiska kriget 1885 gjorde ett djupt intryck på Sun som nu började intressera sig alltmer för politik. Suns broder tog avstånd från Suns konvertering och skickade honom åter till Hawaii, vilket innebar att han fick avbryta sin utbildning i Hongkong.

## Revolutionär ledare
För att undgå häktning måste Sun Yat-sen brådstörtat fly till Förenta staterna och vistades sedan i London, där han i oktober 1896 överfölls av agenter från den kinesiska beskickningen och av dem togs i förvar. Brittiska regeringen genomdrev emellertid kort därpå hans frigivning. Återkommen till Kina, utövade Sun Yat-sen dels där, dels från Japan och Singapore, ivrig verksamhet inom de revolutionära kretsarna. Bl.a. bildade han ett nytt kinesiskt parti, "De edsvurnas förbund" (Tongmenghui), med väpnad revolution som uppgift. Ett av Sun i Tokyo januari 1907 hållet programtal för en socialistisk kinesisk republik vållade hans utvisning från Japan. Förföljd av kinesiska regeringsagenter, vistades han än i Hongkong, än i Franska Indokina och utsände tid efter annan revolutionära proklamationer till sina trogna.

## Ideologi
Det var kring år 1905 som Sun Yat-sen började formulera sina grundidéer tillsammans med sina sekreterare Hu Hanmin och Wang Jingwei. De är en blandning av nationalistiska, antiimperialistiska och socialistiska idéer och har omformulerats flera gånger under Sun Yat-sens levnad och efter. Sun var i synnerhet påverkade av Henry Georges idéer om jordreform som var mycket populära kring sekelskiftet.
Grunden till hans idéer formulerades i de "tre folkprinciperna", nationalism, demokrati och välfärd (eller socialism). Sun förespråkade ett styrelsesätt där statens funktioner delades upp i fem råd (yuan): det exekutiva rådet, det lagstiftande rådet, rättskipningsrådet, examinationsrådet och kontrollrådet. Denna uppdelning har varit vägledande för den taiwanesiska konstitutionen.
Enligt Suns idéer skulle hans idealsamhälle realiseras genom att förbereda folket för självstyre genom tre revolutionära stadier: militärdiktatur, förmyndarskap och direkt republik. I denna process skulle folket gradvis få utöva sina demokratiska fri- och rättigheter.

## Roll under Republiken Kinas första år

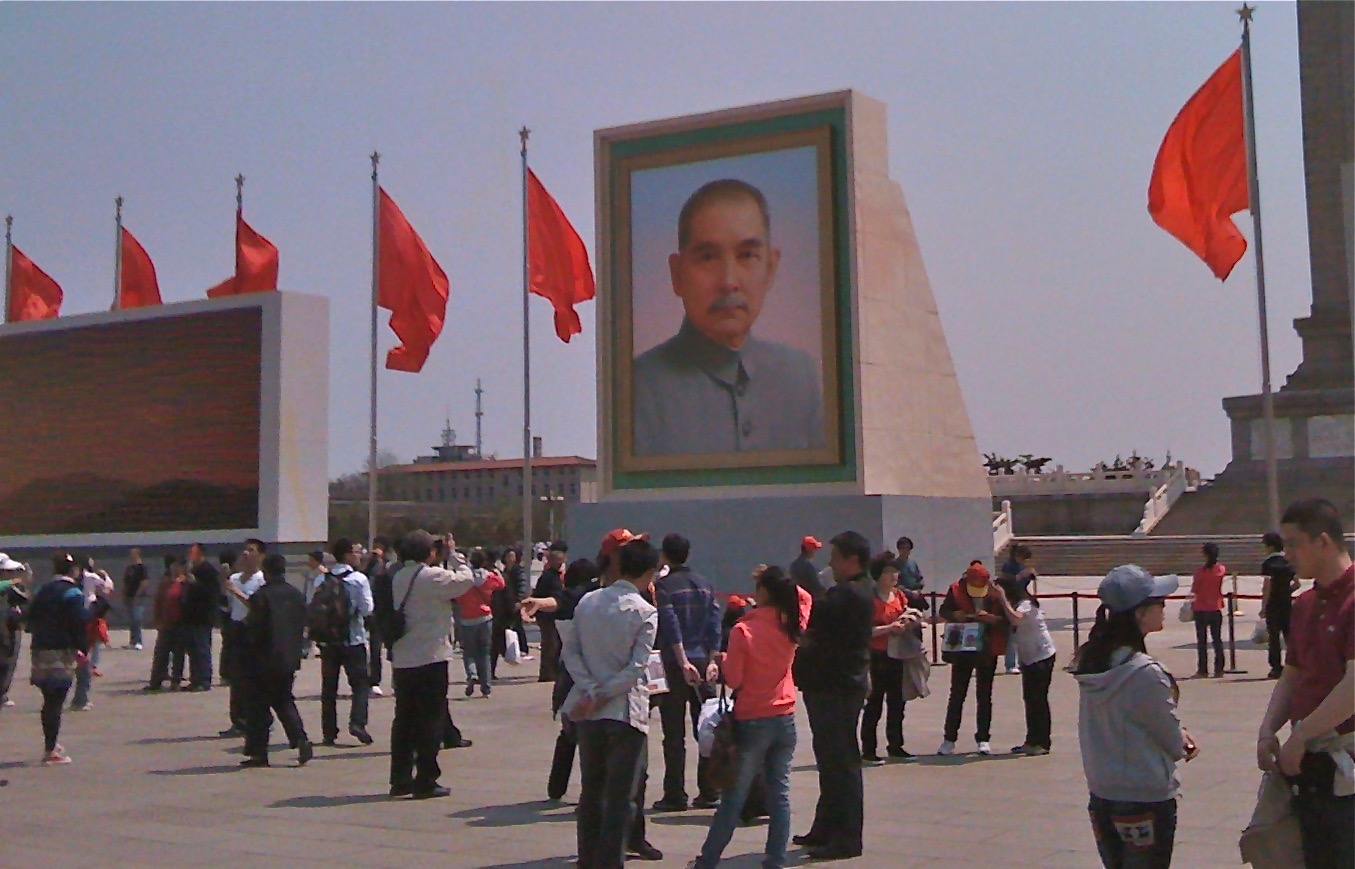
Sun Yat-sen's porträtt på Himmelska fridens torg på Kinas nationaldag.

Sun Yat-sen befann sig i Colorado när Xinhairevolutionen bröt ut i oktober 1911 och efter sin återkomst till Kina utsågs han 31 december samma år i Nanking till Republiken Kinas förste president, trots att den verkliga makten i Peking fortfarande innehades av Yuan Shikai, som den 12 februari 1912 framtvingade ett kejserligt edikt om republikens införande. Sun Yat-sen hade i Nanking organiserat en republikansk regering med vicepresident och ministär efter europeiskt mönster och proklamerat en mängd reformgrundsatser. Efter denna seger för sina politiska principer drog sig Sun i enighetens intresse tillbaka och erkände Yuan Shikai som provisorisk president i den nya republiken den 17 februari 1911. Sun vände nu sitt intresse mot utbyggande av den kinesiska järnvägen och utnämndes av Yuan till Kinas järnvägsdirektör, en uppgift som han åtog sig med stor entusiasm under republikens första år.
Inför valen till den Nationella folkförsamlingen ombildades den lösa revolutionära koalitionen '"De edsvurnas förbund" 1912 till Kuomintang, ofta kallat Nationalistpartiet, och den blott trettio år gamle Song Jiaoren blev utnämnd till partiets ledare. Valen, som hölls med begränsad rösträtt hölls 1912-13 och gav Kuomintang en övertygande seger med 269 av den 596 platserna i underhuset och 123 av de 274 platserna i senaten. Song Jiaoren var favorit till posten som den nya republikens premiärminister, men när han mördades 22 mars 1913 i Shanghai stod det klart att Yuan inte skulle lämna ifrån sig makten och efter ett misslyckat försök att leda en "andra revolution" för att försvara den provisoriska konstitutionen och nationalförsamlingen tvingades Sun Yat-sen gå i landsflykt i Japan.
Följande år upplöste Yuan Shikai Nationalförsamlingen och Kuomintang upphörde att existera som ett fungerade politiskt parti.

## Sun Yat-sen i exil
I Japan försökte Sun Yat-sen samla sina styrkor genom att bilda "Kinas revolutionära parti" 1914, men förblev politiskt isolerad. 1915 skiljde han sig från sin hustru och den 25 oktober samma år äktade han sin politiske sekreterare Soong Ching-ling, som tillhörde en av Shanghais rikaste familjer. Soongs föräldrar motsatte sig äktenskapet med den frånskilde Sun och äktenskapet upprörde många andra i Suns bekantskapskrets, vilket ökade hans isolering ytterligare.
När Yuan Shikai hastigt avled efter sitt misslyckade försök att bli utropad till kejsare 1916 såg Sun Yat-sen ytterligare ett tillfälle att återvända till Kina. Efter det att premiärministern Duan Qirui beslutat att delta i första världskriget på ententens sida utan att konsultera nationalförsamlingen i maj 1917, beslutade Sun att grunda en egen konkurrerande regering i södra Kina.

## Den första Kantonregeringen
Den 3 september 1917 antog Sun Yat-sen titeln generalissimus (da yuanshuai 大元帥) och grundande en militärregering i Guangzhou med stöd av krigsherrarna Tang Jiyao från Guangxi och Lu Rongting från Yunnan. Den nya militärregeringen lyckades samla stöd från sex sydliga provinser för den gamla provisoriska konstitutionen, men Lu Rongting ville själv leda rörelsen och Sun tvingades avgå som chef för militärregeringen i april 1918 och bosatte sig i Shanghai, där han i fortsättningen ägnade en stor del av sin tid åt författande.

## Den andra Kantonregeringen
När den patriotiska fjärde maj-rörelsen bröt ut 1919 uppenbarade sig en möjlighet att samarbeta med Ryska SFSR, som avsagts sig alla särskilda privilegier
efter den ryska revolutionen. 1921 träffade Kominterns representant Henk Sneevliet Sun i Guangxi, där Sneevliet föreslog att Kuomintang startade en militärhögskola för att utbilda den armé som behövdes för att ena landet. 1923 skrev Sun under ett formellt samarbetsavtal med den sovjetiske ambassadören Adolf Joffe och följande år antog Kuomintangs kongress ett beslut som formaliserade samarbetet och tillät enskilda kommunister att gå med i Kuomintang.
Det nyetablerade nationalistpartiet Kuomintang omorganiserades nu efter leninistiska principer om demokratisk centralism och sovjetiska experter som Michail Borodin och Vasilij Blücher hjälpte till att grunda Militärhögskolan i Whampoa samt rusta upp partiets armé, den Nationella revolutionära armén, som syftade till att ena Kina. Samtidigt uppmanade Komintern medlemmar ur det nybildade Kinas kommunistiska parti att gå med i Kuomintang som individer för att stärka Sun Yat-sens revolutionära koalition och genomföra den "borgerliga revolutionen" som förberedelse för den kommande socialistiska revolutionen.

## Sun Yat-sens död och eftermäle
När krigsherren Wu Peifu föll från makten Peking i oktober 1924 försökte Sun se till att han blev erkänd som Republiken Kinas president. 1925 gjorde Sun Yat-sen ett triumfartat intåg i Peking, men avled kort därefter i levercancer.